# 吉氏歌百灵
吉氏歌百灵（学名：Mirafra gilletti），是百灵科歌百灵属的一种，分布于索马里、肯尼亚和埃塞俄比亚。
吉氏歌百灵的平均体重约为22.8克。栖息地包括干燥的稀树草原和亚热带或热带的（低地）干燥疏灌丛。